# Ellen Becker
Ellen Becker   (Duisburg, 3 d'agost de 1960) és una remadora alemanya, ja retirada, que va competir sota bandera de la República Federal Alemanya durant les dècades de 1970 i 1980.
El 1984 va prendre part en els Jocs Olímpics d'Estiu de Los Angeles, on va disputar dues proves del programa de rem. Formant parella amb Iris Völkner, guanyà la medalla de bronze en la prova del dos sense timoner, mentre en el vuit amb timoner fou sisè. En el seu palmarès també destaquen cinc campionats nacionals en el dos sense timoner i tres en el quatre amb timoner.